# True Men Don't Kill Coyotes
True Men Don't Kill Coyotes is de eerste track van het album The Red Hot Chili Peppers van de gelijknamige band Red Hot Chili Peppers. Oorspronkelijk was deze track bedoeld als titeltrack van het album. Maar toen ze het uiteindelijke resultaat aan EMI Group aanboden, was deze het niet eens met deze keuze, bij EMI vonden ze namelijk dat zo'n onbekende band als deze meer identiteit nodig had en dus kozen ze voor de titel The Red Hot Chili Peppers. Het nummer komt ook voor op het verzamelalbum What Hits!?. Het is het favoriete nummer van Producer Andy Gill.

## Videoclip
True Men Don't Kill Coyotes heeft ook een videoclip, opgenomen op een klein toneeltje in Hollywood en geregisseerd door Graeme Whitler. In de clip springen Flea en Anthony Kiedis energiek rond en maken veel epileptische bewegingen in het zand dat op het toneel lag. De anderen, Cliff Martinez en Jack Sherman, zijn minder vaak in beeld en doen minder energieke bewegingen. Ook opvallend is dat Anthony een plastic zak op zijn hoofd heeft.